# Мистербианко
Мистербиа̀нко (на италиански: Misterbianco, на сицилиански Mustarjancu, Мустарянку) е град и община в Южна Италия, провинция Катания, автономен регион и остров Сицилия. Разположен е на 213 m надморска височина. Населението на общината е 47 539 души (към 2012 г.).